# Эннесли, Ричард, 6-й граф Англси
Ричард Эннесли, 6-й граф Англси(англ. Richard Annesley, 6th Earl of Anglesey; ок.  1693 — 14 февраля 1761) — ирландский пэр и губернатор Уэксфорда. Он был известен как лорд Элтем в 1727—1737 годах.

## Ранние годы
Второй сын Ричарда Эннесли, 3-го барона Элтема (1655—1701), от Дороти, дочери Джона Дэви (1663—1715/1718). Он был крещен в 1693 году в Эксетере, недолгое время был прапорщиком в британской армии, но оставил службу в 1715 году.
16 ноября 1727 года после смерти своего старшего брата, Артура Эннесли, 4-го барона Элтема (1689—1727), Ричард Эннесли унаследовал титул 5-го барона Элтема из Элтема в графстве Корк (Пэрство Ирландии), заняв место в Палате лордов Ирландии.
1 апреля 1737 года после смерти своего бездетного кузена, Артура Эннесли, 5-го графа Англси (1678—1737), Ричард Эннесли унаследовал титулы 6-го графа Англси (Пэрство Англии), 7-го виконта Валентия в графстве Керри (Пэрство Ирландии), 7-го барона Маунтнорриса из Маунтнорриса в графстве Арма (Пэрство Ирландии), 6-го барона Эннесли из Ньюпорт-Пагнела в графстве Бакингемшир (Баронетство Англии) и 7-го баронета Эннесли из Маунтнорриса в графстве Арма (Баронетство Ирландии).

## Претензия Джеймса Эннесли на баронство Элтем
Около 1742 года в Англии появился некий Джеймс Эннесли (1715—1760), который утверждал, что является законным сыном умершего Артура Эннесли, 4-го барона Элтема (1689—1727), и, следовательно, племянником графа Англси. Будучи подростком, Эннесли был похищен, отправлен на американские плантации и оказался на ферме меннонитов в современном округе Ланкастер, и продан в качестве кабального слуги в 1728 году, по-видимому, по приказу своего дяди. Он избежал рабства, и в 1743 году на него было совершено нападение, за которое граф Англси был осужден в 1744 году. Претензия Эннесли на титулы дошла до суда в 1743 году, который вынес решение в его пользу, но Англси немедленно подал апелляцию. Защита графа Англси состояла в том, что Артур Эннесли не был законным сыном Мэри, а фактически незаконнорожденным сыном Джоан Лэнди. По иронии судьбы окончательный вердикт был вынесен в пользу Джеймса Эннесли, и его поместья были возвращены ему, но он не получил своих титулов до своей смерти в возрасте 44 лет в 1760 году. Граф Англси продолжал пользоваться своими поместьями и титулами до своей смерти в Камолин-Парке в графстве Уэксфорд 14 февраля 1761 года.

## Браки и дети
В Девоне в 1715 году он женился на Энн Пруст (1694—1741), дочери капитана Джона Пруста из Монктона, недалеко от Бидефорда, Девон, но, по-видимому, бросил её почти сразу. Также в 1715 году, как сообщается, он женился в Ирландии на Энн Симпсон (ок. 1700—1765), дочери дублинского суконщика Джона Симпсона. Он и Пруст, по-видимому, расстались к 1719 году, после чего он, по-видимому, жил с Симпсон в Ирландии, которую он заставил покинуть свой дом в 1740 или 1741 году. В 1741 году Симпсон подала на него в церковный суд по обвинению в жестокости и прелюбодеянии с целью получения постоянных алиментов; он выдвинул в качестве защиты тот факт, что он был законно женат на Пруст в то время, когда он якобы прошел церемонию бракосочетания с Симпсон, и она, похоже, ничего не выиграла от своего иска. Энн Симпсон умерла в 1765 году, оставив трех дочерей:
- Доротея Эннесли (1728—1774), писательница и поэтесса, в 1752 году она вышла замуж за М. Дюбуа, французского музыканта[5]
- Кэролайн Эннесли
- Элизабет Эннесли

Энн Пруст умерла бездетной и была похоронена в августе 1741 года как графиня Англси. В сентябре 1741 года Ричард Эннесли женился в частном порядке на Джулиане Донован (? — 26 февраля 1777), дочери Ричарда Донована. Вторая публичная церемония заключения брака состоялась в 1752 году. У супругов было четверо детей:
- Артур Эннесли, 1-й граф Маунтноррис (7 августа 1744 — 4 июля 1816), унаследовал ирландские титулы своего отца как 8-й виконт Валентия и позже был создан графом Маунтноррисом
- Ричарда Эннесли, в 1761 году она вышла замуж за Роберта Фейра из Темпл-Шеннона
- Джулиана Эннесли, в 1765 году она вышла замуж за сэра Фредерика Флуда, 1-го баронета из Ньютон-Ормонда
- Кэтрин Эннесли, она вышла замуж за подполковника Джона О’Тула.

Сначала ходили слухи, что Джулиана была дочерью Ричарда Донована, торговца из Уэксфорда, а позже это переросло в обвинение, что она была дочерью владельца пивной в Камолине. Однако на самом деле Джулиана была благородного происхождения, будучи дочерью Ричарда Донована, младшего септа Баллимора древних О’Донованов клана Лафлин из баронства Карбери. Она была потомком Донела Ога на Картана О’Донована, 1-го лорда клана Лафлин, удерживавшего свои территории от короны с 1616 года .

## Наследование
После смерти Англси в 1761 году графу Галифаксу, лорду-лейтенанту Ирландии, были представлены два мемориала: один от Джулианы, от имени её малолетнего сына Артура, а другой от сэра Джона Эннесли, дальнего родственника, который утверждал, что Артур был незаконнорожденным. Оба меморандума были переданы на рассмотрение генеральному прокурору и генеральному солиситору, которые в 1765 году доложили лордам-судьям в пользу иска Артура Эннесли, который, соответственно, по достижении совершеннолетия занял свое место в ирландской Палате лордов.
Однако он не был столь успешен в процедурах, которые он предпринял, чтобы подтвердить свои претензии на английский графский титул. В 1766 году, будучи тогда совершеннолетним, Артур Эннесли подал петицию королю, моля о вызове в парламент в качестве графа Англси и барона Ньюпорт-Пагнелла. Петиция была рассмотрена комитетом по привилегиям в 1770—1771 годах. Против нее выступил лорд Малгрейв, который утверждал, что заинтересован в результате в силу воли Джеймса, 3-го графа Англси, деда истца.
Вопрос полностью зависел от того, было ли подлинным определенное свидетельство о браке, датированное 1741 годом. Джулиана поклялась, что она тайно вышла замуж за Англси в 1741 году, и представила свидетельство в качестве доказательства. С другой стороны, свидетели Малгрейва поклялись, что свидетельство было выдано в день бракосочетания в 1752 году и намеренно датировано задним числом. Поскольку все свидетели предполагаемого брака умерли, дело истца развалилось, и комитет сообщил, что он не имеет права на титулы, почести и достоинства, на которые он претендовал. Графство и другие титулы в английском пэрстве соответственно прекратились в 1761 году. Англси по завещанию передал свои поместья по наследству своему сыну Артуру, чье право на ирландские титулы было повторно расследовано по ходатайству Джона Эннесли из Баллисакса, эсквайра, но было подтверждено. Артуру был присвоен титул графа Маунтнорриса в 1793 году. Однако с тех пор этот титул угас, а нынешний виконт Валентия является прямым потомком шестого сына 1-го виконта Валдентия.